# Sidi Boushab
Sidi Boushab  (in arabo سيدي بو السحاب‎?) è un centro abitato e comune rurale del Marocco situato nella provincia di Chtouka-Aït Baha, regione di Souss-Massa. Conta una popolazione di 9 488 abitanti (censimento 2014).